# Gestió de les dejeccions ramaderes

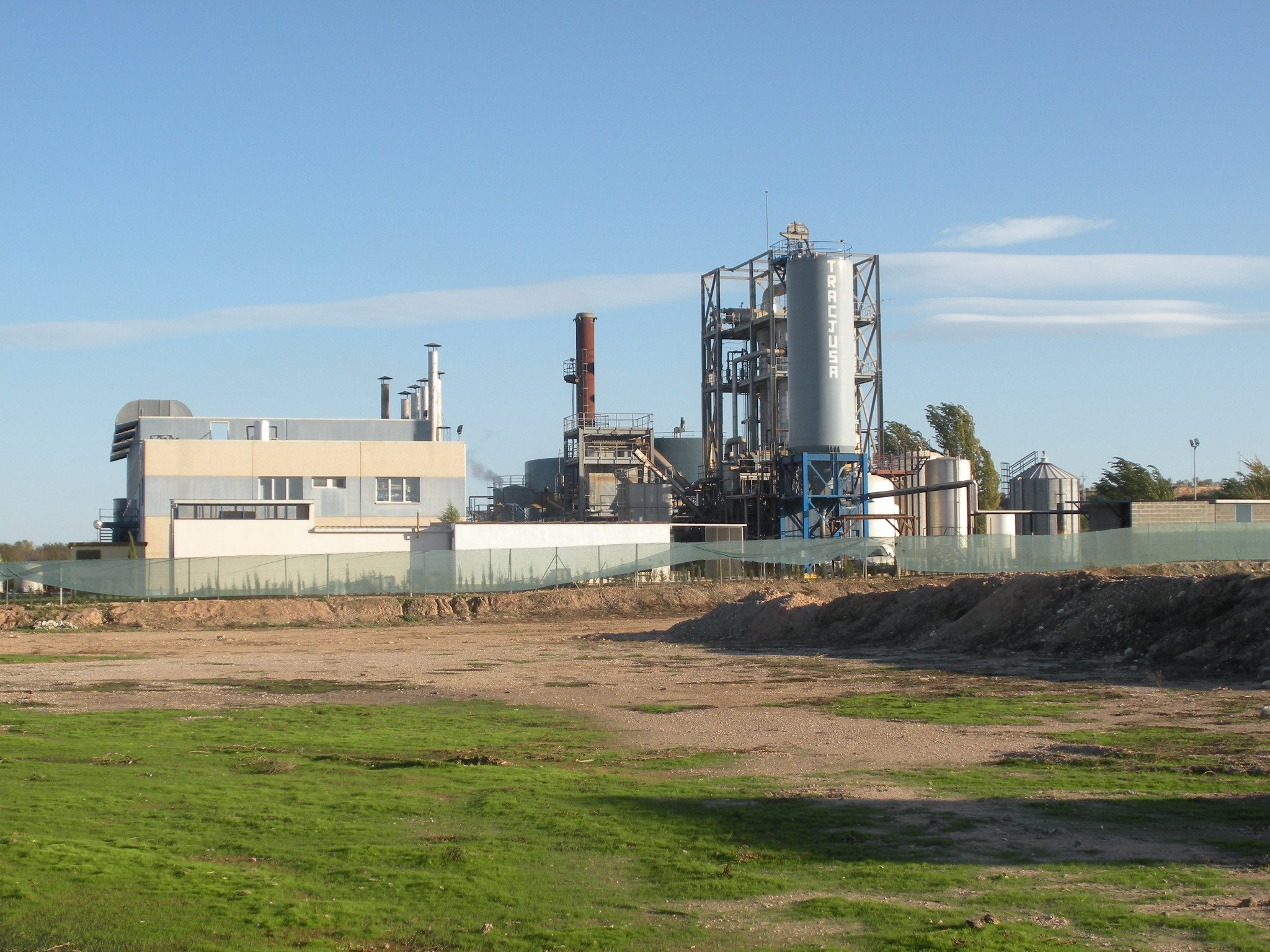
Planta de tractament de dejeccions ramaderes, a Juneda (les Garrigues)

La gestió de dejeccions ramaderes és el conjunt de procediments per a gestionar la utilització de les dejeccions (purins i fems) generades a les explotacions ramaderes, i comprèn entre altres les tasques de la recollida, emmagatzematge, manipulació, transport, utilització com a fertilitzant o en tractaments alternatius, així com la planificació i el control d'aquestes. La problemàtica mediambiental que pot suposar una mala gestió de les dejeccions ramaderes va fer que, sobretot a partir dels anys 1990, es comencés a regular des de l'Administració la gestió de les dejeccions ramaderes. El desenvolupament normatiu que afecta la gestió de les dejeccions ramaderes és molt ampli, amb múltiples disposicions tant de la Unió Europea, com del govern espanyol i de les comunitats autònomes, i en particular a Catalunya.

## Problemàtica mediambiental i regulació legal
Les dejeccions ramaderes han estat considerades de sempre un recurs valuós per a la terra, per aportar nutrients als conreus i millorar l'estructura del sòl. L'aparició i creixement d'una ramaderia intensiva cada vegada més industrial i deslligada de la base agrària ha provocat un desequilibri entre els volums de dejeccions ramaderes generades pel bestiar i la superfície de terra on es pot aplicar com a fertilitzant. Això ha portat en algunes zones excedentàries a la sobreutilització d'aquest recurs com a fertilitzant, comportant problemes mediambientals com la contaminació d'aqüífers (sobretot per nitrats) o l'eutrofització d'algunes masses d'aigua. Aquesta situació afecta sobretot a les zones amb alta concentració d'explotacions porcines, ja que solen estar en comarques o àrees concretes, i sense una base territorial que les suporti. A Catalunya aquesta problemàtica té una especial rellevància, ja que la producció porcina hi està particularment desenvolupada, amb un cens de gairebé 7 milions de caps, sacrificant-se cada any més de 17 milions de porcs. El sector de la producció ramadera representa gairebé el 60% de tota la producció agrària catalana (i d'aquest 60%, el porcí suposa més del 34%), essent un dels primers sectors industrials de Catalunya. La producció de carn de porcí de Catalunya representa més del 40,9% de la producció total d'Espanya.
Aquesta situació va fer que, sobretot a partir dels anys 1990 l'Administració comencés a regular la gestió de les dejeccions ramaderes, sobretot després de l'aparició de la Directiva Europea que fixava els nivells màxims de contaminació per nitrats en aigua. La regulació afecta àmbits com:
- el disseny i capacitat dels dipòsits d'emmagatzematge dels purins i fems.
- l'aplicació dels purins i fems com a fertilitzants agrícoles, establint dosis màximes d'adobat segons el cultiu, la zona o l'època de l'any.
- el foment de sistemes de tractament fora de l'àmbit agrari, com les plantes de tractament de purins o els centres de recollida i gestió.
- el control que han de fer els ramaders de la gestió dels purins i fems, amb l'obligatorietat de:
  - elaborar plans de gestió que recullin quina és la producció prevista de les explotacions i quin ús s'hi pensa donar, en els anomenats "Plans de dejeccions ramaderes".
  - portar un registre de les sortides de fems i purins de les granges i de l'ús que s'hi dona en l'anomenat "Llibre registre de dejeccions ramaderes".
- la utilització de fertilitzants nitrogenats (incloent purins, fems i altres adobs nitrogenats) per part dels agricultors (tant si son ramaders com no) en les zones declarades com a "vulnerables" per l'alta concentració de nitrats en els aqüífers.

## Marc general de la gestió de les dejeccions ramaderes
Les dejeccions ramaderes s'originen amb l'activitat ramadera de qualsevol tipus. En explotacions petites o en règim extensiu la gestió no sòl comportar problemes, ja que s'aprofiten a la mateixa explotació i de forma sostenible. En explotacions ramaderes intensives més grans el volum de generació d'aquest residu és també més gran i cal preveure el tractament que s'hi donarà.
Les dejeccions ramaderes generades per una explotació ramadera es poden gestionar dins del marc agrari, aplicant les dejeccions com a adob sobre terres de conreu, prats i pastures, propis o d'altres agricultors, o bé fent tractaments en origen, és a dir, dins les mateixes explotacions ramaderes, que redueixin el volum de residus a gestionar; o bé fora del marc agrari, lliurant-les a un gestor de residus (que ha d'estar autoritzat per l'Agència de Residus de Catalunya), que s'encarregarà de la seva gestió.
Alhora, els ramaders poden gestionar les dejeccions ramaderes individualment o bé de forma col·lectiva entre diversos ramaders. Els centres de gestió de dejeccions ramaderes són entitats regulades normativament que s'encarreguen d'efectuar totes o algunes de les funcions de recollida, emmagatzematge, transport, aplicació, tractament o subministrament de dejeccions de diverses explotacions per a la seva aplicació agrícola directa, o bé per a posar-les a disposició de gestors de residus o empreses fabricants de fertilitzants.
D'altra banda, en zones amb alta concentració ramadera, les agrupacions de ramaders o altres empreses poden crear plantes de tractament de dejeccions ramaderes (anomenades també plantes de tractament de purins) que permeten tractar volums grans i que poden fer viable aplicar tècniques de tractament que requereixen inversions altes i que difícilment serien viables a nivell d'una explotació individual. Vegeu la secció Plantes de tractament de purins.

## Tècniques aplicables

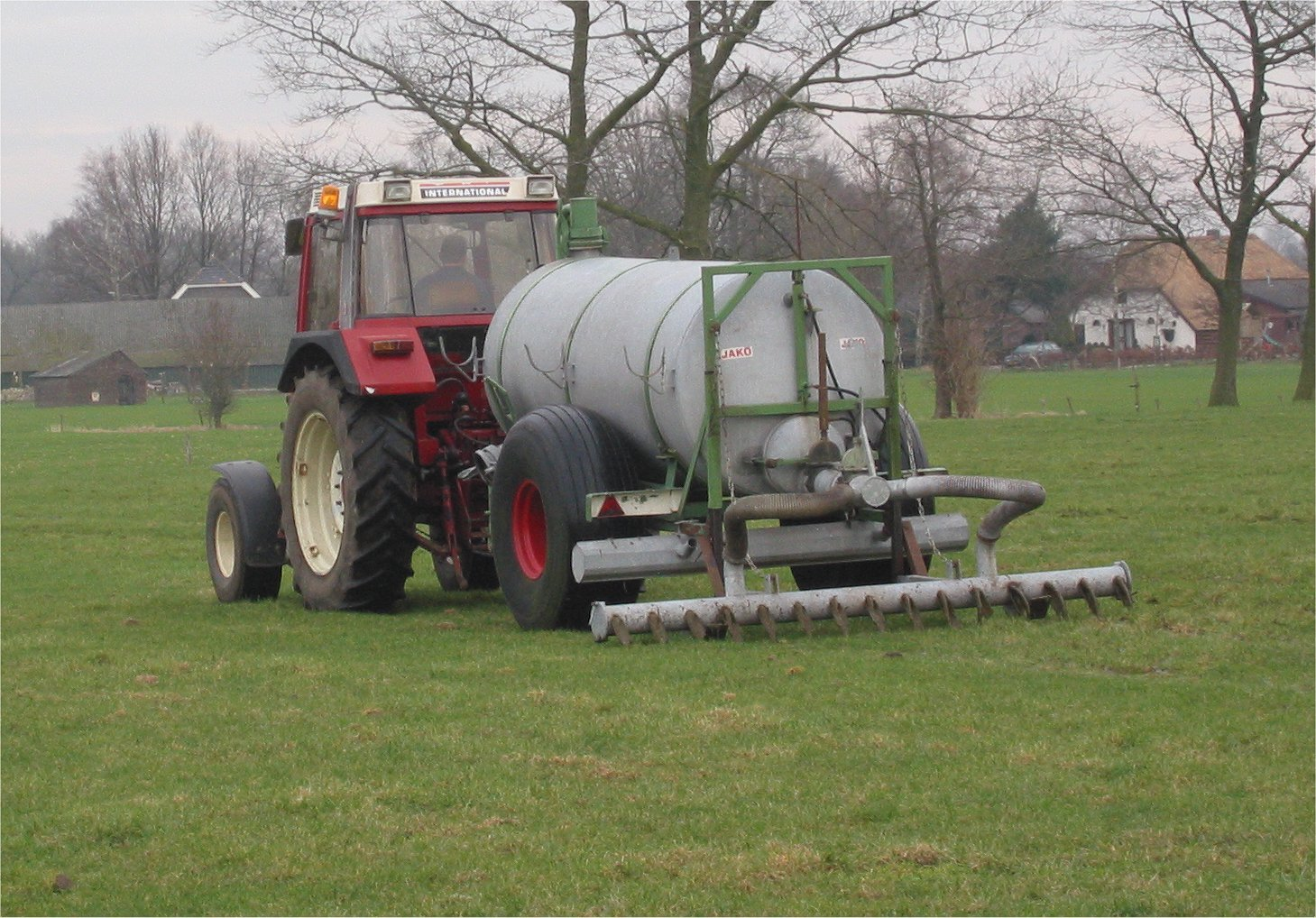
Cisterna d'aplicació de purins

- Aplicació agrícola com a fertilitzant: L'aplicació al sòl com a fertilitzant orgànic a les dosis adequades a cada conreu és la millor via de valorització. Les aplicacions de dejeccions ramaderes i la resta de fertilitzants nitrogenats han de respectar, entre altres aspectes, les quantitats màximes de nitrogen a aplicar, les èpoques d'aplicació agrícola, el mètode d'aplicació dels fertilitzants nitrogenats i s'han de tenir en compte les condicions particulars del terreny. A més, les aplicacions han de respectar unes distàncies i terminis màxims d'incorporació de fertilitzants al sòl.
  - Quantitat màxima de nitrogen aplicable: la normativa vigent fixa uns límits màxims per hectàrea. Aquests límits són diferents en les zones vulnerables, és a dir, aquelles que l'Administració ha catalogat com a potencialment contaminants segons la normativa europea vigent, i depenen del tipus de cultiu i de si és en secà o regadiu. Indicativament el màxim aplicable en cereals d'hivern (blat, ordi) és de 170 kg N/ha i any provinent de fertilitzants orgànics. En zones no vulnerables, la quantitat màxima de nitrogen aplicable és superior (210 kg N/ha). En el cas de pastures sense aprofitament mixt (terres on pastura el bestiar sense que s'hi facin dalls i que consisteixen en pastures arbrades, pastures arbustives, garrigues, matollars,bosc de rebrot, erm per a pastures i pastures de port o d'alta muntanya) la càrrega de pastura no ha de superar l'equivalent a 125 kg N/ha i any.[1]
  - Èpoques d'aplicació: en funció del tipus de cultiu, hi ha períodes en els que no està permès aplicar fertilitzants. Per exemple, en cereals d'hivern no es pot aplicar purins entre abril i agost.
  - Distàncies i terminis màxims d'incorporació al sòl: no es poden aplicar dejeccions a certa distància d'altres granges, habitatges, captacions d'aigua i cursos o masses d'aigua, i s'han d'incorporar al sòl abans de vint-i-quatre hores (en el cas de purins) si s'apliquen prop d'habitatges.

- Minimització dels residus generats en la fase de producció: l'objectiu és reduir el volum de dejeccions generades i elements contaminants que contenen.
  - Alimentació del bestiar: els nivells de proteïna i d'aminoàcids dels diferents pinsos que se subministren en cada fase de l'engreix afecten els nivells d'excreció de nitrogen pels animals. Els avenços en nutrició animal permeten un ús més eficient del nitrogen i reduir-ne les quantitats generades com a residu en les dejeccions.[1]
  - Gestió de l'aigua: amb l'objectiu de reduir el volum de residus a gestionar, la utilització d'abeuradors eficients o abeuradors incorporats a les menjadores, la utilització de sistemes de rentada de baix consum d'aigua i el control de l'aigua consumida mitjançant comptadors volumètrics ajuden a reduir l'aigua que es barreja amb les dejeccions, i per tant, suposen un estalvi en la manipulació, emmagatzematge i transport posteriors. Si s'apliquen aquestes mesures, normativament es considera que es generen uns 1,65 m³/plaça i any en porcs d'engreix, respecte al valor estàndard de 2,15 m3/plaça i any.[1]

- Emmagatzematge: s'ha de disposar de dipòsits o basses amb capacitat suficient i estancs per a l'emmagatzematge de les dejeccions. El sistema d'emmagatzematge haurà de tenir una autonomia, mesurada en mesos, suficient en funció de les possibilitats d'aplicació agrícola de les dejeccions però, en qualsevol cas, serà com a mínim de 4 a 7 mesos segons la comarca i si és secà o regadiu. El sistema d'emmagatzematge ha d'evitar l'entrada de pluvials i a ser possible cobrir les basses per a evitar l'entrada l'aigua que faria augmentar el volum del producte a tractar o transportar i, per tant, el cost. En aquesta fase hi ha la possibilitat d'afegir additius (al pinso o a les fosses o basses) per reduir males olors i reduir emissions amoníac.[1]

- Concentració: a part de la mesura ja mencionada de gestionar correctament l'aigua per a reduir el volum de residus a gestionar, hi ha tractaments posteriors destinats a eliminar o separar l'aigua. Cap d'aquests processos elimina el nitrogen, però permeten donar tractaments diferenciats a les fraccions líquida i la sòlida. Per exemple, es pot destinar la fracció sòlida a ser transportada a zones més distants i deficitàries en fertilitzants orgànics a un menor cost en ser un producte més concentrat, o sotmetre-la a processos posteriors com el compostatge que permeten fer-ne una valorització.[2]
  - Separació sòlid / liquid: consisteix a separar la fracció sòlida de les dejeccions de la més líquida. Les tècniques utilitzades solen ser de tipus mecànic, com la decantació natural, la separació mecànica per gravetat (tamisos), la centrifugació o el premsat. A vegades s'afegeixen coagulants al residu entrant per a facilitar separació.
  - Concentració per evaporació i assecatge: utilitzant calor: igualment, el producte concentrat és més econòmic de transportar o de ser sotmès a un compostatge posterior. De totes maneres, l'elevat cost energètic d'aquest tractament fa que només sigui viable si es fa en plantes de cogeneració energètica que permetin vendre l'energia elèctrica produïda en el procés.
  - Filtració per membrana d'osmosi inversa: d'aquesta ultrafiltració per osmosi inversa s'obté un concentrat més sòlid i un permeat líquid, que se sotmet a un procés de depuració posterior per a obtenir-ne aigua no contaminada. És costós energèticament i requereix un pretractament del residu.[2]
- Reducció del nitrogen present a les dejeccions[2]
  - Tractament de nitrificació-desnitrificació (NDN): elimina el nitrogen per un procés microbiològic d'oxidació-reducció que allibera nitrogen molecular (N₂), que és un gas inert, component majoritari de l'atmosfera. A través d'un estudi del GIRO s'ha comprovat que els valors màxims usuals d'eliminació de nitrogen en tractaments de nitrificació-desnitrificació (NDN) es poden trobar a l'entorn del 60% del nitrogen. És un procés costós i complex.
  - Stripping i absorció: separa el nitrogen en forma d'aigua amoniacal o sal d'amoni, permetent l'obtenció d'un fertilitzant nitrogenat comercialitzable i utilitzable en zones deficitàries en nitrogen. És un procés complex i que necessitat una higienització prèvia per tal que producte obtingut pugui ser comercialitzat com a adob (digestió,ozonització).
- Higienització: són tècniques amb l'objectiu de reduir la càrrega en matèria orgànica en els residus i higienitzar-los, és a dir, reduir o eliminar la càrrega microbiana. Se solen utilitzar com a pretractaments higienitzants per a altres tractaments dels mencionats. Són costosos i per si sòls no redueixen el contingut en nitrogen.[2]
  - Descomposició aeròbia: es provoca la descomposició aeròbia de la matèria orgànica en presència d'oxigen, ja sigui per agitació o bombolleig d'aire a través del dipòsit.
  - Ozonització: s'oxida la matèria orgànica injectant ozó. Només s'usa com a pretractament higienitzant.
- Compostatge dels sòlids: el compostatge consisteix en descomposició biològica aeròbia i l'estabilització dels substrats orgànics. Suposa una escassa eliminació del nitrogen total, però permet la seva valorització com a fertilitzant orgànic transportant-lo cap a altres zones deficitàries, al reduir-se pes i volum a transportar, i en ser el compost un producte molt més estable i valorat com a fertilitzant.[2]Planta de biogàs

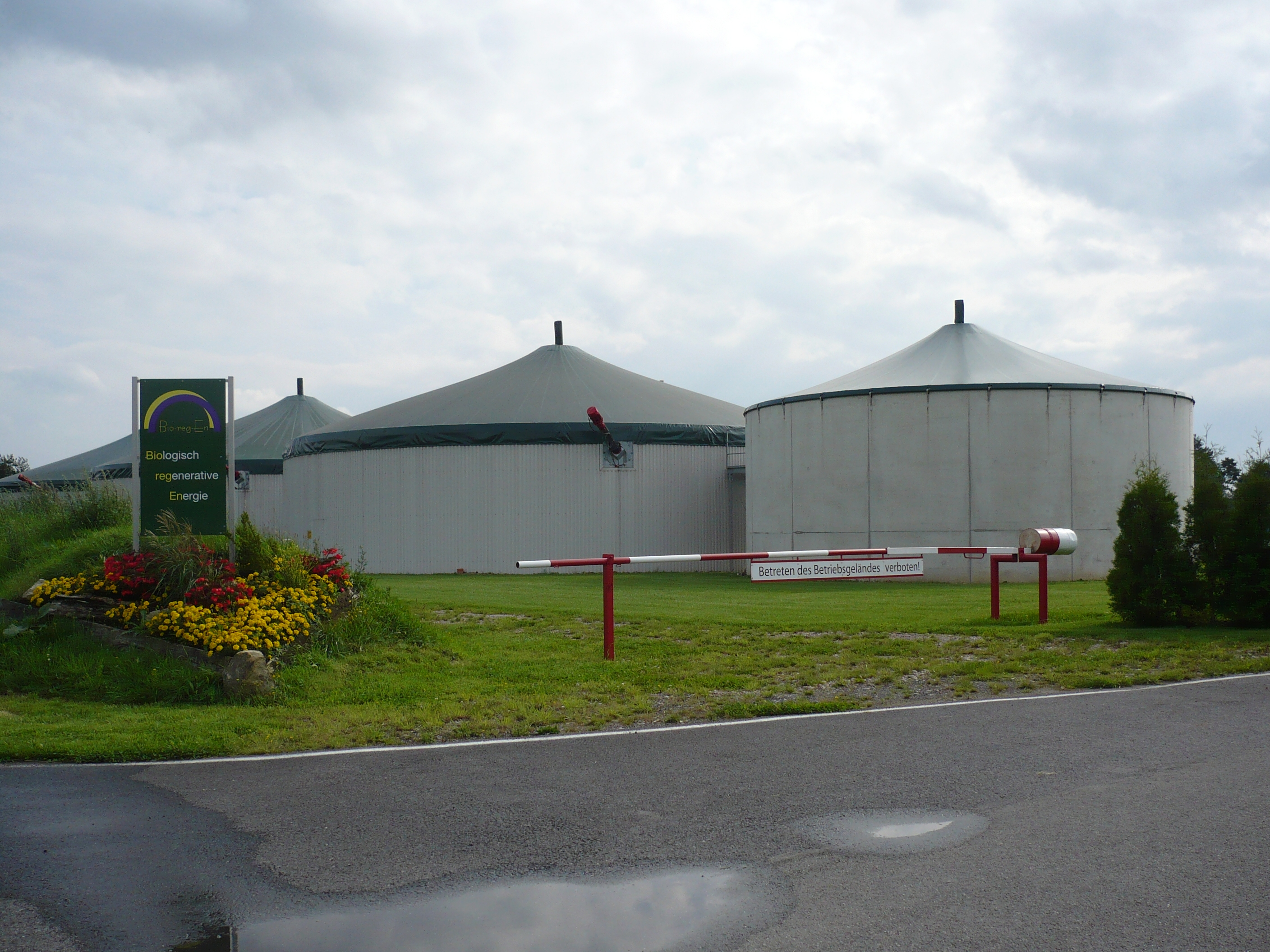
Planta de biogàs

- Biogàs: la digestió anaeròbica controlada provoca la metanització, és a dir, la generació biogàs (gas amb un alt contingut en metà), que pot tenir una aprofitament energètic, ja sigui com a energia calorífica o per a produir electricitat mitjançant un generador que utilitza el biogàs com a combustible. El residu (efluent) que surt dels digestors, anomenat digestat, és un producte força higienitzat microbiològicament, i també pot ser usat com a fertilitzant orgànic líquid. Malgrat això, la producció del biogàs és un procés complex, que requereix una forta inversió, i que sovint requereix l'entrada en el procés d'altres residus orgànics més rics energèticament per a fer viable la instal·lació (i augmentant així el volum de residus sortints a gestionar), i no s'elimina el nitrogen que tenien les dejeccions i altres residus. A més, la retirada per part de l'Administració del règim retributiu que incentivava la producció elèctrica procedent del biogàs, fa que sigui una tècnica en aquests moments inviable econòmicament al nostre país.[3][2]

- Transport: el transport cap a zones deficitàries en fertilitzats orgànics i nitrogenats també és una forma de valorar aquests residus. Els transportistes de dejeccions ramaderes han d'estar inscrits en el Registre de transportistes autoritzats[1] gestionat per l'Agència de Residus de Catalunya.

Aquestes tècniques es poden combinar entre elles en funció dels volums a gestionar i dels resultats perseguits. Algunes d'elles només són aplicables en instal·lacions que processin volums grans i que justifiquin la inversió necessària per a portar-les a terme, i se solen portar a terme en plantes de tractament fora del marc de l'explotació ramadera.

## Planificació i control de la gestió de les dejeccions ramaderes
Per una correcta gestió de les dejeccions ramaderes és necessari fer una planificació i un control de les activitats que comporta. Normativament, totes les explotacions ramaderes (tret de les que no comercialitzin la seva producció, les explotacions ecològiques i les totalment extensives amb una càrrega de pastura inferior a 80 kg N/ha i any), estan obligades a disposar dels anomenats Plans de gestió de les dejeccions ramaderes i a registrar les activitats relacionades en un Llibre de gestió de les dejeccions ramaderes.
- Plans de gestió de les dejeccions ramaderes: han de ser redactats per un tècnic competent Els Plans de gestió poden ser individuals (per a una sola explotació) o conjunts (en cas que diverses explotacions gestionin les dejeccions de manera conjunta). Un Pla de gestió de les dejeccions ramaderes té una triple consideració:
  - És considerat com a sistema de gestió vàlid als efectes de compliment de la normativa de regulació de les explotacions ramaderes (Decret 61/1994, de 22 de febrer).
  - Té també la consideració de sistema de gestió vàlid pel que disposa la Llei d'intervenció integral de l'administració ambiental. (Llei 3/1998, de 27 de febrer).
  - És un instrument bàsic per assolir el compliment de la Directiva Nitrats i altres requeriments de legislacions diverses (condicionalitat) per una correcta gestió de les dejeccions ramaderes.

- Llibre registre de dejeccions ramaderes: s'hi ha d'anotar totes les sortides, i el seu destí, ja sigui aplicació agrícola o un gestor de residus.
- Llibres de gestió de fertilitzants nitrogenats: en zones vulnerables, els agricultors, tant si són ramaders com no, han d'anotar tots les aplicacions de fertilitzants nitrogenats (dejeccions ramaderes, el compost, els adobs inorgànics amb nitrogen, i en general, qualsevol producte fertilitzant que contingui nitrogen) per així acreditar la correcta gestió, sempre que la superfície cultivada superi una dimensió en funció del tipus de cultiu, i si és regadiu o secà.

## Plantes de tractament de purins
En zones amb alta concentració ramadera, les agrupacions de ramaders o altres empreses poden crear plantes de tractament de dejeccions ramaderes (anomenades també plantes de tractament de purins) que permeten tractar volums grans i que poden fer viable aplicar tècniques de tractament que requereixen inversions altes i que difícilment serien viables a nivell d'una explotació individual.
Amb aquest objectiu, a Catalunya es van posar en marxa els darrers dotze anys sis plantes de tractament de purins ubicades a les comarques amb més concentració ramadera porcina (Osona, Garrigues, Pla d'Urgell i Segrià.) que tractaven anualment uns 600.000 m³ de purins procedents a d'uns 650.000 porcs d'unes 540 granges. A tot l'estat espanyol hi ha 29 plantes, que tracten els excedents de purins de més de 2.000 explotacions porcines (al voltant de 2.000.000 m3 de purins).
Aquestes plantes basen el seu funcionament a efectuar un assecatge tèrmic dels purins aprofitant un procés de cogeneració alimentat per gas, que alhora genera una producció elèctrica que pot ser venuda a la xarxa, i que per tractar-se d'un procés de cogeneració, té uns incentius econòmics per part de l'Administració de l'estat.

### Tancament de les plantes de purins
Arran de la publicació a finals de 2013 de la nova Llei de reforma del sector elèctric (Llei 24/2013), es modifica el sistema retributiu de la producció d'energia amb fonts renovables, cogeneració i residus, reduint-se substancialment les primes rebudes per la producció elèctrica generada, retallada que fonts del sector valoren en més del 60% del que rebien fins aleshores. Aquest nou marc econòmic ha provocat el tancament de les sis plantes de purins existents a Catalunya, el qual crea una situació crítica a les explotacions ramaderes i les zones afectades, ja que depenien de les plantes per a gestionar correctament els purins, i si no s'hi troba una alternativa perilla la continuïtat de les explotacions.
Una de les alternatives a les plantes de purins, les plantes de biogàs, que havien estat fomentades els darrers anys com una font d'energia alternativa i com una mesura per a fer front al canvi climàtic, ja que ajuden a reduir les emissions de metà a l'atmosfera i a fer front d'aquesta manera al canvi climàtic, també estan afectades pel aquest nou marc retributiu per a les energies renovables presentat pel Ministeri d'Indústria espanyol, i fa inviables econòmicament també aquestes instal·lacions.
Des de l'Administració i el sector ramader s'estan buscant solucions alternatives per al tractament dels purins que fins ara es tractaven en aquestes plantes, entre les que es proposa fomentar la reducció del nitrogen excretat mitjançant canvis en la dieta dels animals, la instal·lació a nivell de granja de tractaments individuals que permetin l'exportació/eliminació dels nutrients que han deixat de tractar les plantes, utilitzar al màxim el potencial de tractament existent en les zones afectades que han de permetre la valorització i la sortida dels nutrients de les zones vulnerables capa zones deficitàries, i la creació de basses de regulació en zones no vulnerables de baixa densitat ramadera.

## Crítiques al model de gestió de les dejeccions a Catalunya
Des d'alguns àmbits s'ha criticat el model de gestió de les dejeccions, sobretot des de grups o entitats ecologistes i mediambientalistes. El Grup de Defensa del Ter, una de les associacions més actives històricament contra la contaminació de l'aigua per nitrats d'origen ramader, afirma que l'actual model basat en plantes de tractament de purins no ha servit per a gestionar correctament «el desastre de la contaminació de les aigües subterrànies», i que no ha estat una fórmula viable ni sostenible de gestió dels purins. A la zona d'Osona, en els darrers 12 anys, «en lloc de baixar, ha pujat la contaminació per nitrats a les fonts d'aigua analitzades.» Les plantes de purins han estat «un gran estafa que hem pagat nosaltres». L'única solució real seria «reduir la cabana porcina i trobar l'equilibri amb el territori».

## Recull de normativa vigent relativa a la gestió de les dejeccions ramaderes
Europea
- Directiva 91/676/CEE relativa a la protecció de les aigües contra la contaminació produïda per nitrats utilitzats en l'agricultura[10]

Estatal
- Reial Decret 865/2010 sobre substrats de cultiu[11]
- Reial Decret 486/2009 sobre requisits legals de gestió i bones condicions agràries i mediambientals[12]
- Reial Decreto 479/2004 que se estableix el Registre general d'explotacions ramaderes.[13]
- Reial Decret 324/2000 d'ordenació de les explotacions porcines.[14]
- Llei 22/2011 de residus i sòls contaminats[15]
- Llei 16/2002 de Prevenció i Control Integrats de la Contaminació.[16]

Catalana
- Decret 40/2014 d'ordenació de les explotacions ramaderes.[17]

- Ordre AAM/312/2014 sobre criteris per a l'aplicació dels nivells de reducció en l'excreció del nitrogen del bestiar porcí mitjançant la millora de l'alimentació.[18]

- Llei 20/2009 de prevenció i control ambiental de les activitats.[19]
- Decret 136/2009 sobreel programa d'actuació aplicable a les zones vulnerables en relació amb la contaminació de nitrats que procedeixen de fonts agràries i de gestió de les dejeccions ramaderes.[20]

- Acord de Govern 128/2009, de 28 de juliol, de revisió i designació de noves zones vulnerables.[21]

- Decret Legislatiu 1/2009 de la Llei reguladora dels residus.[22]
- LleiI 1/2008 de contractes de conreu.[23]

- Llei 2/2005 de contractes d'integració.[24]

- Decret 50/2005 de gestió de les dejeccions ramaderes.[25]
- Decret 476/2004 pel qual es designen noves zones vulnerables en relació amb la contaminació de nitrats procedents de fonts agràries.[26]
- Llei 4/2004 reguladora del procés d'adequació de les activitats d'incidència ambiental.[27]
- Decret 143/2003 sobre el Reglament de la intervenció integral de l'administració ambiental.[28]

- Decret 119/2001 pel qual s'aproven mesures ambientals de prevenció i correcció de la contaminació de les aigües per nitrats.[29]
- Decret 136/1999 sobre el Reglament general de desplegament de la Llei 3/1998.[30]
- Ordre de 22 d'octubre de 1998, del Codi de bones pràctiques agràries en relació amb el nitrogen.[31]